# كليفلاند (كيبك)
كليفلاند (بالإنجليزية: Cleveland, Quebec)‏ هي بلدية محلية في كيبيك تقع في كندا في Le Val-Saint-François Regional County Municipality. يقدر عدد سكانها بـ 1,609 نسمة ومساحتها 124.30 كم2 .